# .fi
.fi este un domeniu de internet de nivel superior, pentru Finlanda (ccTLD).